# Diecezja Livingstone
Diecezja Livingstone (łac. Dioecesis Livingstonensis, ang. Diocese of Livingstone) – rzymskokatolicka diecezja ze stolicą w Livingstone, w Zambii. Położona jest w południowo-zachodniej części kraju.
Diecezja Livingstone jest sufraganią archidiecezji Lusaka.
Na terenie diecezji pracuje 32 zakonników i 53 siostry zakonne.

## Historia
W dniu 25 maja 1936 erygowana została prefektura apostolska Wodospadów Wiktorii (prefektura apostolska Victoria Falls). Dotychczas wierni z terenów włączonych do nowej prefektury należeli do prefektury apostolskiej Broken Hill (obecnie archidiecezja Lusaka). Prefektura apostolska Wodospadów Wiktorii powstała jako czwarta jednostka administracyjna Kościoła rzymskokatolickiego w Rodezji Północnej (dzisiejszej Zambii).
10 marca 1950 prefekturę apostolską podwyższono do godności wikariatu apostolskiego i zmieniono nazwę na wikariat apostolski Livingstone.
W dniu 25 kwietnia 1959 papież Jan XXIII powołał pierwsze północnorodezyjskie diecezje, w tym powstałą w miejsce dotychczasowego wikariatu apostolskiego, diecezję Livingstone.
14 czerwca 1997 w północnej części diecezji Livingstone utworzono diecezje Mongu.

## Ordynariusze Wodospadów Wiktorii i Livingstone
Prefekt Apostolski Wodospadów Wiktorii:
- Vincent Joseph Flynn OFMCap[1] (28 lipca 1936 – 10 marca 1950 zrezygnował)

Wikariusz Apostolski Livingstone:
- Timothy Phelim O’Shea OFMCap (24 maja 1950 – 25 kwietnia 1959)

Biskupi Livingstone:
- Timothy Phelim O'Shea OFMCap (25 kwietnia 1959 – 18 listopada 1974 zrezygnował[2])
- Adrian Mung’andu (18 listopada 1974 – 9 stycznia 1984 mianowany arcybiskupem Lusaki)
- Raymond Mpezele (3 maja 1985 –18 czerwca 2016)
- Valentine Kalumba OMI (18 czerwca 2016 – nadal)